# Dürringer János
Dürringer János (1821 körül – Budapest, 1876. december 9.) evangélikus népiskolai tanító.

## Élete
Svájci, stockborni származású volt és az 1840-es években mint kitűnő készültségű férfiú jött hazánkba Lederer magas rangú osztrák katonatiszt családjához nevelőnek. A magyar nyelvet csakhamar megtanulta. 1849-ben alkalma volt néhány szenvedő magyar sorsát tűrhetőbbé tenni. 1856–1857-ben alkalmazta az evangélikus gyülekezet népiskolájánál, ahol 1868-ig sikeresen működött. Ebben az évben szélütés érte. Az evangélikus gyülekezet – méltányolva érdemeit – három évig várakozott, és midőn fölgyógyulásához nem volt remény, 1872-től fogva nyugdíjban részesült. Elhunyt 1876-ban, 55 éves korában.

## Munkái
- Az alak- és mértan elemei, felső elemi oszt. tanulók használatára. Pest, 1858. (Magyar és német szöveggel. 2. jav. és 143 a szöveg közé nyomott idommal bőv. kiadás. Pest, 1870.)
- Szám- és mértani gyakorlókönyv felsőbb elemi- és alsó reál- vagy polgártanodák osztályai számára. Pest, 1863.

Cikke: A patagoni röptelen (Család Könyve I. 1855.)